# Странд
„Странд“ е улица в Уестминстър, Лондон. Днес улицата тръгва от Площад Трафалгар и върви на изток успоредно на Темза, като свързва Флийт стрийт с Темпъл Бар и така се отбелязва границата на Лондонското Сити в тази част. На улицата са разположени Кралският Съд, няколко театъра, хотел Савой и др.

## История
Води името си от староанглийската дума за „бряг“ (или „речен бряг“). До укрепяването на бреговете на Темза през ХІХ век улицата е минавала направо покрай реката.
Районът е бил предпочитан за живеене извън старите римски стени още от саксонските времена, а също така това е бил път, свързвал стария римски град Лондиниум с новия саксонски град Лунденвик. По-късно през Средновековието свързва живеещите в Лондонското Сити (градския и търговски център) с кралския дворец Уестминстър (националния политически център).
До ХVІ-ХVІІ век единственият съперник на тази улица като свръзка между тези два района е река Темза, като на бреговете ѝ са се намирали дворците на няколко епископи и дворцови служители:
- Дърам Хаус
- Съмърсет Хаус
- Нортъмбърленд Хаус, разрушен около 1866
- Савойски Дворец, разрушен през 1381
- Йорк Хаус
- Аръндел Хаус
- Сесил Хаус
- Сафълк Хаус

.
Тези сгради са имали свой собствен излаз на реката. По времето на кралица Виктория през 1865 – 1870 г. редицата от сгради на улицата е разделена от реката с укрепването на бреговете ѝ и оформянето на крайбрежни улици.
През Викторианската епоха улицата става модно място. Много авангардни писатели и мислители се събират тум, между тях Томас Карлайл, Чарлз Дикенс, Уилям Мейкпийс Такъри, Джон Стюарт Мил, Хърбърт Спенсър и ученият Томас Хъксли. Вирджиния Улф също е писала за улица „Странд“ в някои от своите есета.

## Театър
Улица „Странд“ е център на Викторианския театър и нощен живот. Преустройството на източната част на улицата през 1890-те години и в началото на 20 век обаче довежда до загубата на редица театри – Опера комик, „Глобусът“, Кралски театър Странд и близкият „Олимпик“]. Други закрити театри са „Гейъти“ (затворен през 1939, сградата е разрушена през 1957 г.), „Тери“ (превърнат в кино през 1910 и разрушен през 1923 г.), „Тиволи“ (затворен през 1914 г., по-късно разрушен) и „Сан Суси“.
Оцелелите и до днес театри са „Аделфи“, „Савой“ и „Водевил“.

## Известни сгради
- Австралия Хаус
- Буш Хаус (Би Би Си)
- Кралски колеж Лондон
- Кралски съд
- Шел Мекс Хаус
- Симпсънс на Странд
- Хотел Савой
- Хотел Странд Палас
- Театър Аделфи
- Театър Савой
- Туинингс